# Vestland
Vestland is een fylke ('provincie') in het westen van Noorwegen. Ze ontstond op 1 januari 2020 als gevolg van een bestuurlijke herindeling van het land. Hierbij fuseerden de provincies Hordaland en Sogn og Fjordane tot één fylke. In het noorden grenst deze aan Møre og Romsdal, in het oosten aan Innlandet, Buskerud en Telemark, terwijl ze in het zuiden grenst aan Rogaland. De hoofdstad van de provincie is Bergen. 
De fusieprovincie moet niet verward worden met het landsdeel Vestlandet, een regio die ook nog de provincies Møre og Romsdal en Rogaland beslaat. 

## Gemeenten
Bij de totstandkoming van Vestland telde de provincie 43 gemeenten. Dat was aanzienlijk minder dan de 59 die Hordaland en Sogn og Fjordane samen hadden voor de fusie.
In de voormalige provincie Hordaland fuseerden Lindås, Meland en Radøy tot de gemeente Alver. Fusa en Os gingen samen Bjørnafjorden vormen. Jondal en Odda werden opgenomen in de gemeente Ullensvang. Granvin en Voss gingen samen in de huidige gemeente Voss en de gemeente Fjell en Sund werden opgenomen in de gemeente Øygarden.
In Sogn og Fjordane werd de gemeente Balestrand opgeheven en samen met de eveneens opgeheven gemeente Leikanger grotendeels opgenomen in Sogndal. Alleen de plaats Nessane werd opgenomen in de gemeente Høyanger. Flora ging samen met het grootste deel van de gemeente Vågsøy in een nieuwe gemeente met de naam Kinn. Alleen de plaats Bryggja werd opgenomen in een eveneens nieuwgevormde gemeente Stad, waar verder de gemeenten Eid en Selje in opgingen. Førde, Gaular, Jølster en Naustdal fuseerden tot de gemeente Sunnfjord en Hornindal ging op in de gemeente Volda, in de provincie Møre og Romsdal.
| - Alver - Askvol - Askøy - Aurland - Austevoll - Austrheim - Bergen - Bjørnafjorden - Bremanger - Bømlo - Eidfjord - Etne - Fedje - Fitjar - Fjaler | - Gloppen - Gulen - Hyllestad - Høyanger - Kinn - Kvam - Kvinnherad - Luster - Lærdal - Masfjorden - Modalen - Osterøy - Samnanger - Sogndal - Solund | - Stad - Stord - Stryn - Sunnfjord - Sveio - Tysnes - Ullensvang - Ulvik - Vaksdal - Vik - Voss - Øygarden - Årdal |